# Marrion Gopez
Marrion "Yong" Gopez (n. 24 de octubre de 1992) es un actor, personalidad de televisión, bailarín, cantante, modelo y exconcursante de un programa de telerrealidad filipino. Formó parte del concurso Pinoy Big Brother: Teen Clash en 2010

## Televisión
| Año       | Título                                | Personaje    | Canal       | Notas                                                                                             |
| --------- | ------------------------------------- | ------------ | ----------- | ------------------------------------------------------------------------------------------------- |
| 2015      | Maalaala Mo Kaya                      | Story Owner  | ABS-CBN     | Título del episodio: Stuffed Toy (del 14 de febrero de 2015 al 1 de noviembre de 2015 de emisión) |
| 2011      | Maynila                               | Pete         | GMA Network |                                                                                                   |
| 2011      | Reel Love Presents: Tween Hearts      | Roy          | GMA Network |                                                                                                   |
| 2011      | Pinoy Samurai                         | Himself      | TV5         |                                                                                                   |
| 2010–2011 | Mara Clara                            | Jimbo Torres | ABS-CBN     |                                                                                                   |
| 2010      | ASAP                                  | Guest        | ABS-CBN     |                                                                                                   |
| 2010      | Pinoy Big Brother: Teen Clash of 2010 | Himself      | ABS-CBN     | 19th Place                                                                                        |